# Triste Jandaia
Triste Jandaia é uma canção-toada escrita por Josué de Barros e gravada originalmente por Carmen Miranda em 4 de dezembro de 1929 pela RCA Victor.